# Giuseppe Gabani
Giuseppe Gabani (Senigallia, 27 luglio 1846 – Roma, 12 ottobre 1899) è stato un pittore, disegnatore e acquerellista italiano.

## Biografia

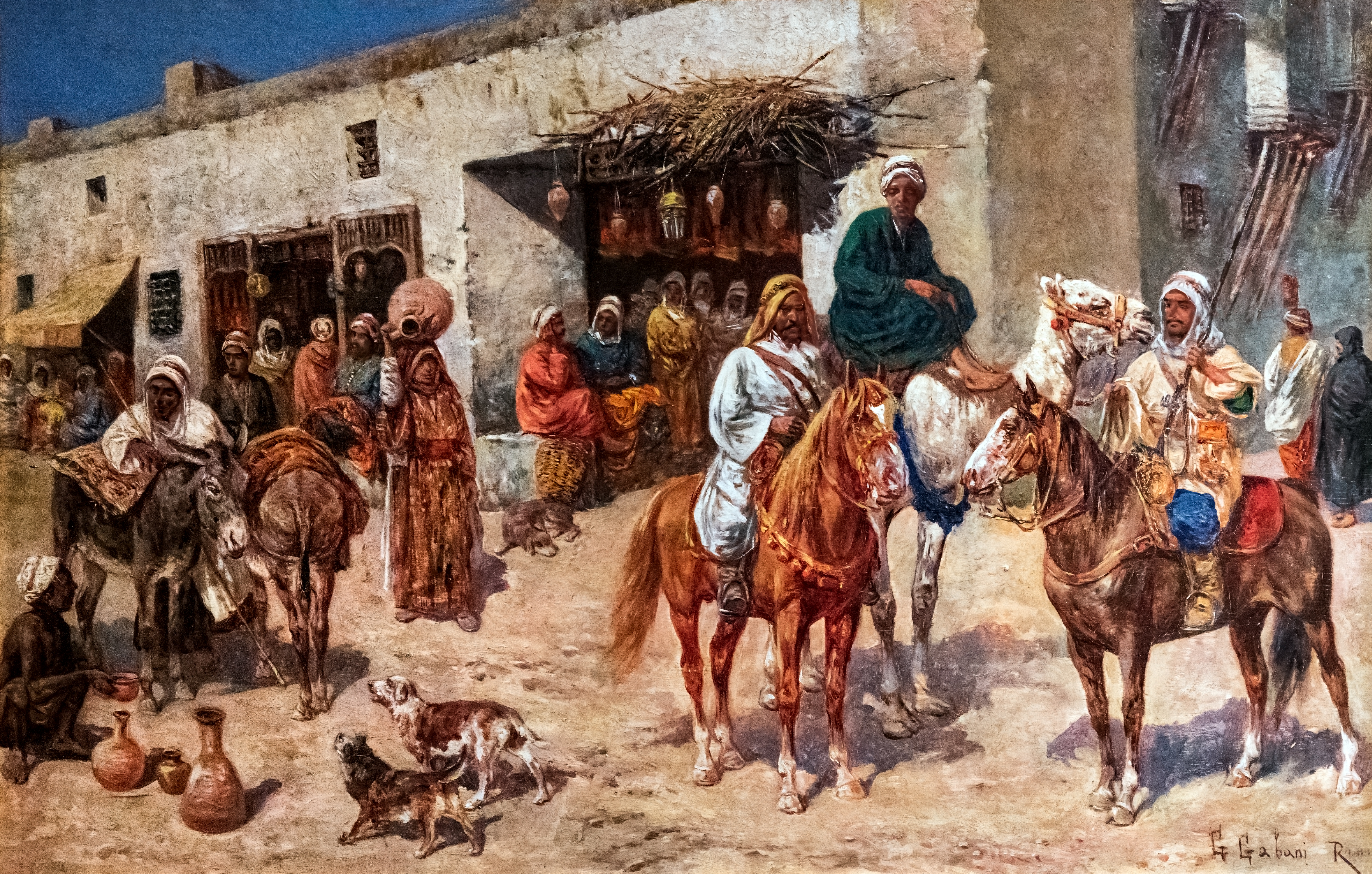
Giuseppe Gabani, Cavalieri arabi davanti ad una bottega di anticaglie, olio su tela, 32x50 cm, (Musée d'art et d'histoire de Narbonne)

Ufficiale di Cavalleria, partecipò alla terza guerra d'Indipendenza, nel IV reggimento Cavalleggeri Genova e alla campagna militare del 1870. Pittore orientalista e battaglista, s'impose per le sue vedute equestri, nell'ambito della pittura romana di fine Ottocento.
Alla Galleria d'arte moderna di Roma Capitale si conserva la sua tela Ricordo del 24 giugno 1866, che rappresenta un episodio della battaglia di Custoza, che fu esposta nel 1890 alla mostra degli Amatori e Cultori di Roma e che acquistata dal Municipio di Roma. Sullo stesso argomento Giuseppe Gabiani dipinse altre due tele, Il conte Barattieri di San Pietro, alla testa del suo regimento il 24 giugno 1866, che oggi si trovano al Museo storico dell'Arma di cavalleria a Pinerolo e al Circolo Ufficiali di Cavalleria di Codroipo.

### Altre sue opere
- Leone che attacca cavalieri (1886)
- Mercato arabo
- Chiamata alle armi
- La mandria, olio su cartone, 50x37 cm
- Terza guerra d'indipendenza
- Diligenza scortata da cabinieri nella Campagna romana, olio su tela, 45x73
- Buttero, acquarello su carta, 45x73

## Galleria d'immagini

Dipinti di Giuseppe Gabani
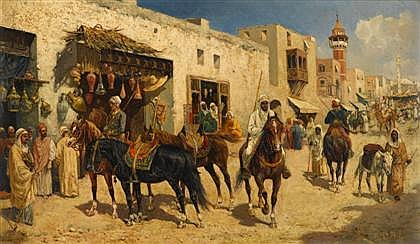
Cavalieri arabi in una strada di mercato
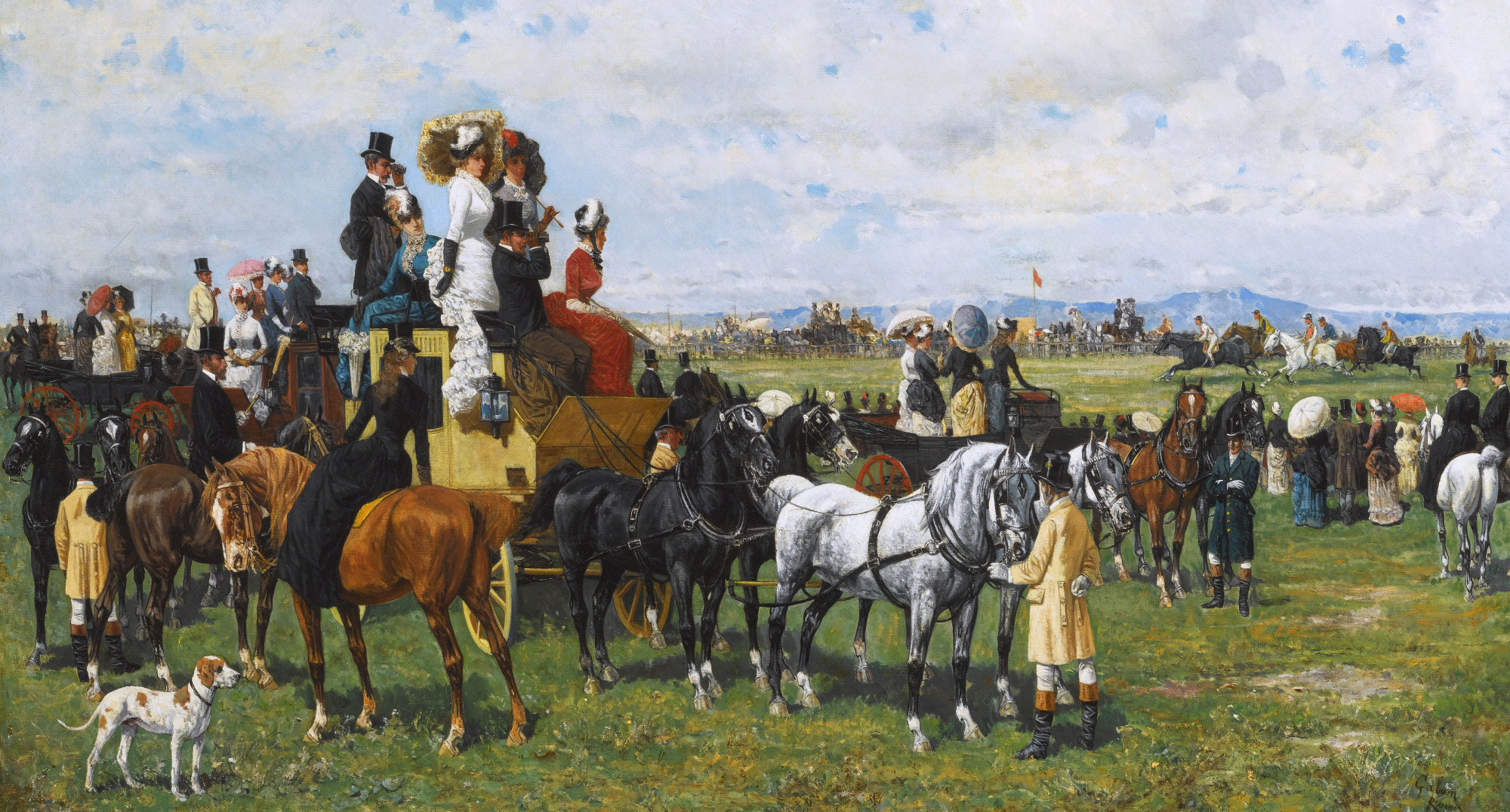
Derby reale
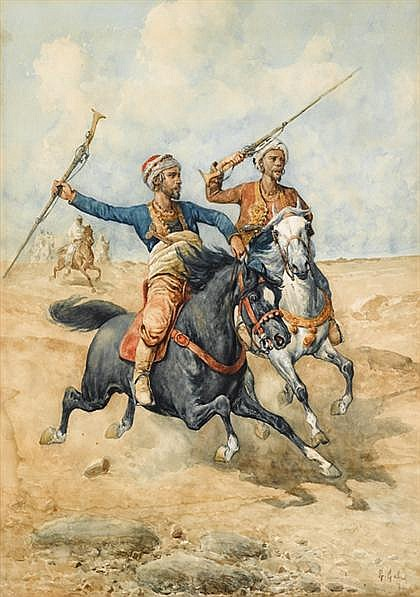
Cavalieri arabi al galoppo